# Radziwiłł

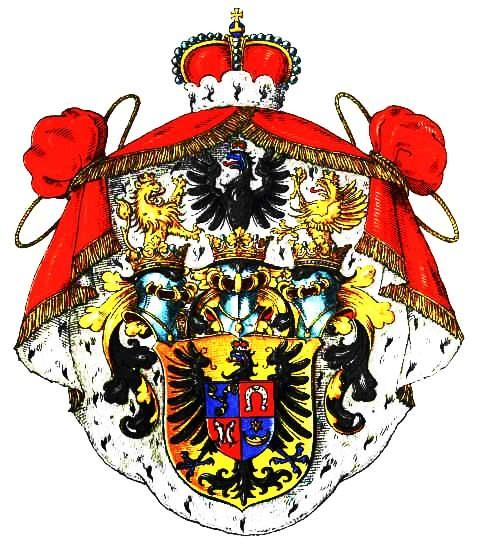
Wappen der Fürsten und Prinzen Radziwiłł

Wappenvariante (Wappengemeinschaft Trąby)

Radziwiłł [ɾadʒˈiviˌw] (litauisch Radvila, belarussisch Радзівіл, ukrainisch Радзивіли) ist der Name eines polnisch-litauischen Adelsgeschlechts, das später auch in Preußen beheimatet war. Ursprünglich gehörte es zum litauisch-belarussischen Hochadel. Die weibliche Form des Namens lautet im Polnischen Radziwiłłowa. Die Radvila waren eines der ältesten und ausgezeichnetsten litauischen Fürstengeschlechter mit großen Besitzungen in Polen-Litauen, Russland und Preußen. Sie hatten auch viele politische Ämter im Großfürstentum Litauen inne.

## Geschichte
Auf dem Treffen von Horodło 1413 wurde Litauen als Großfürstentum bestätigt. 47 litauische Adelsfamilien erhielten das Recht, ein Wappen des polnischen Adels anzunehmen und dadurch diesem anzugehören. Das Bojarengeschlecht Radvila (genau genommen Nikolaus Ostikowicz-Radvila) wählte das Wappen Trąby. 1477 gab sein Sohn Mikołaj II. der Familie endgültig den Namen in seiner polnischen Form Radziwiłł.
1515 erhielt Mikołaj Radziwiłł auf dem Wiener Fürstentag von Kaiser Maximilian I. die Reichsfürstenwürde für die gesamte Familie Radziwiłł. Von den ursprünglichen drei Linien des Familienclans besteht nach bisherigen Erkenntnissen nur noch eine, die Nachkommen von Mikołaj Czarny („der Schwarze“). 1547 heiratete Barbara Radziwiłł den (ab 1550) letzten polnischen König aus der Jagiellonen-Dynastie, Sigismund II. August. Er erkannte den Fürstenstand der Familie in Lublin am 1. Juli 1569 mit Wirkung für das Königreich Polen an. Nach seinem Tode 1572 wurde die Wahlmonarchie eingeführt, bei deren Wahlgängen fortan die Radziwiłł, neben anderen Magnaten wie den Lubomirski, Czartoryski oder Sapieha, erheblichen Einfluss ausübten.

## Name

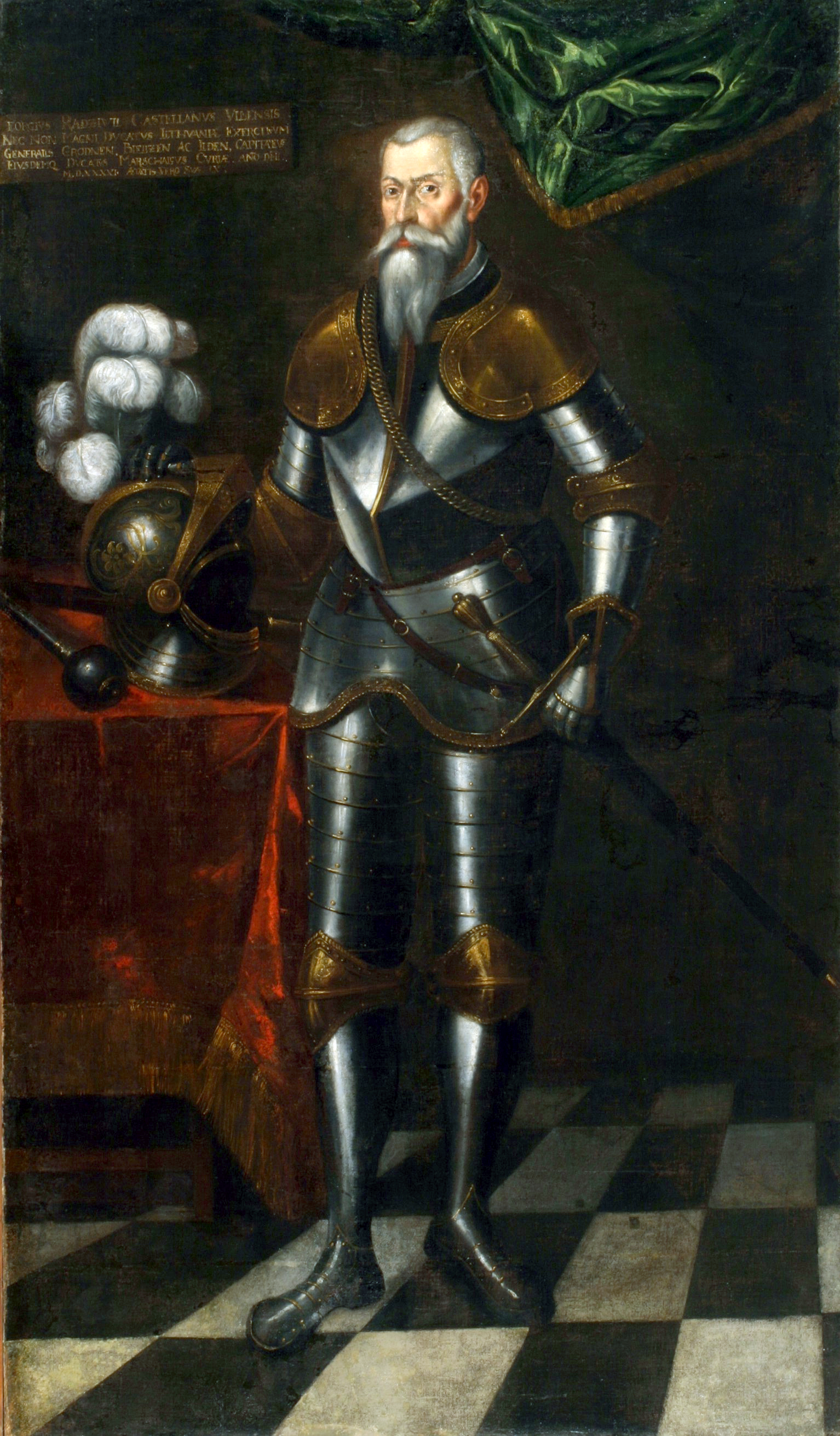
Jerzy Herkules Radziwiłł, litauisch: Jurgis Radvila (1480–1541), Großhetman von Litauen

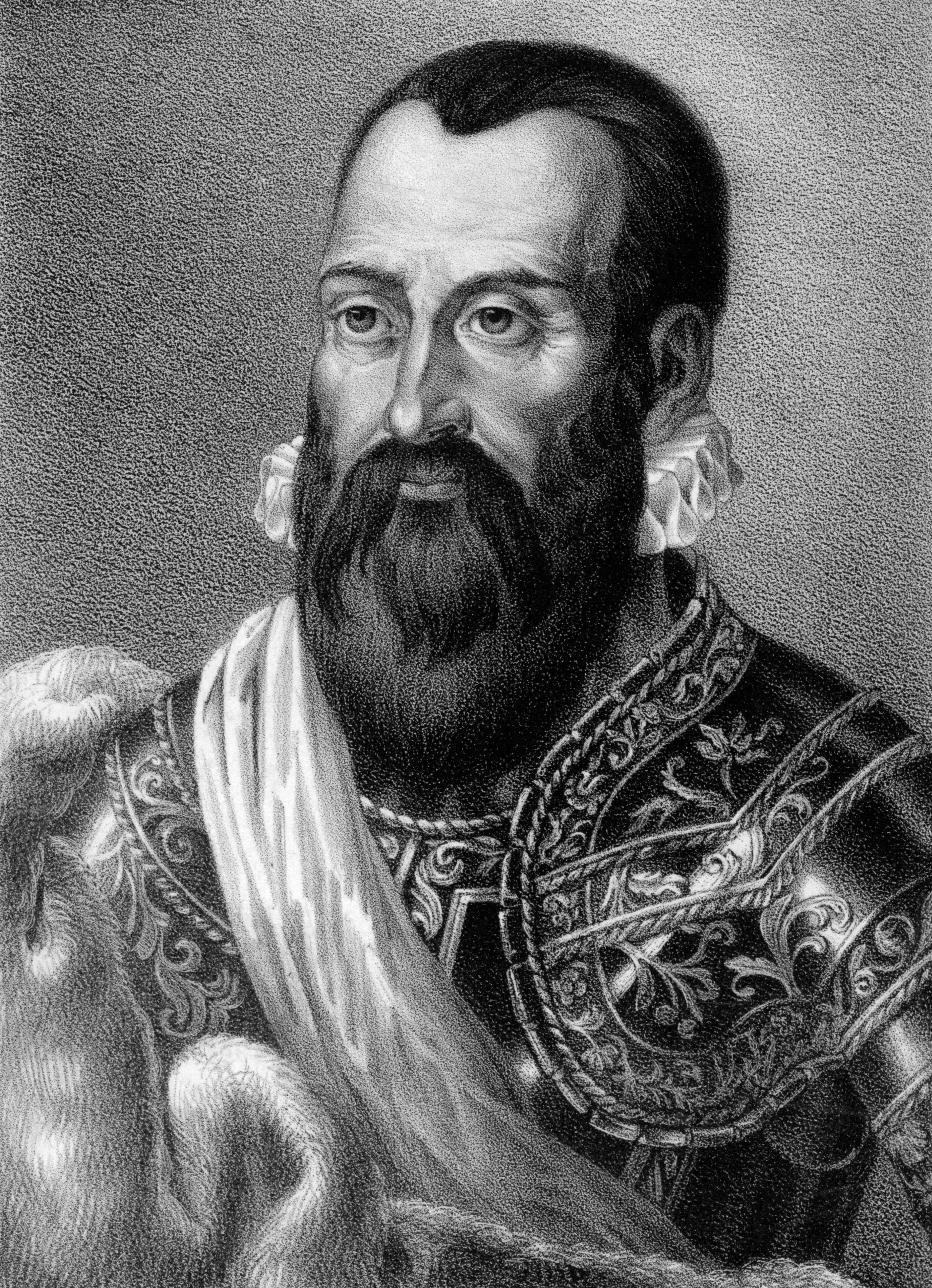
Mikołaj Radziwiłł Czarny, litauisch: Mikalojus Radvila Juodasis (1515–1565), der Schwarze

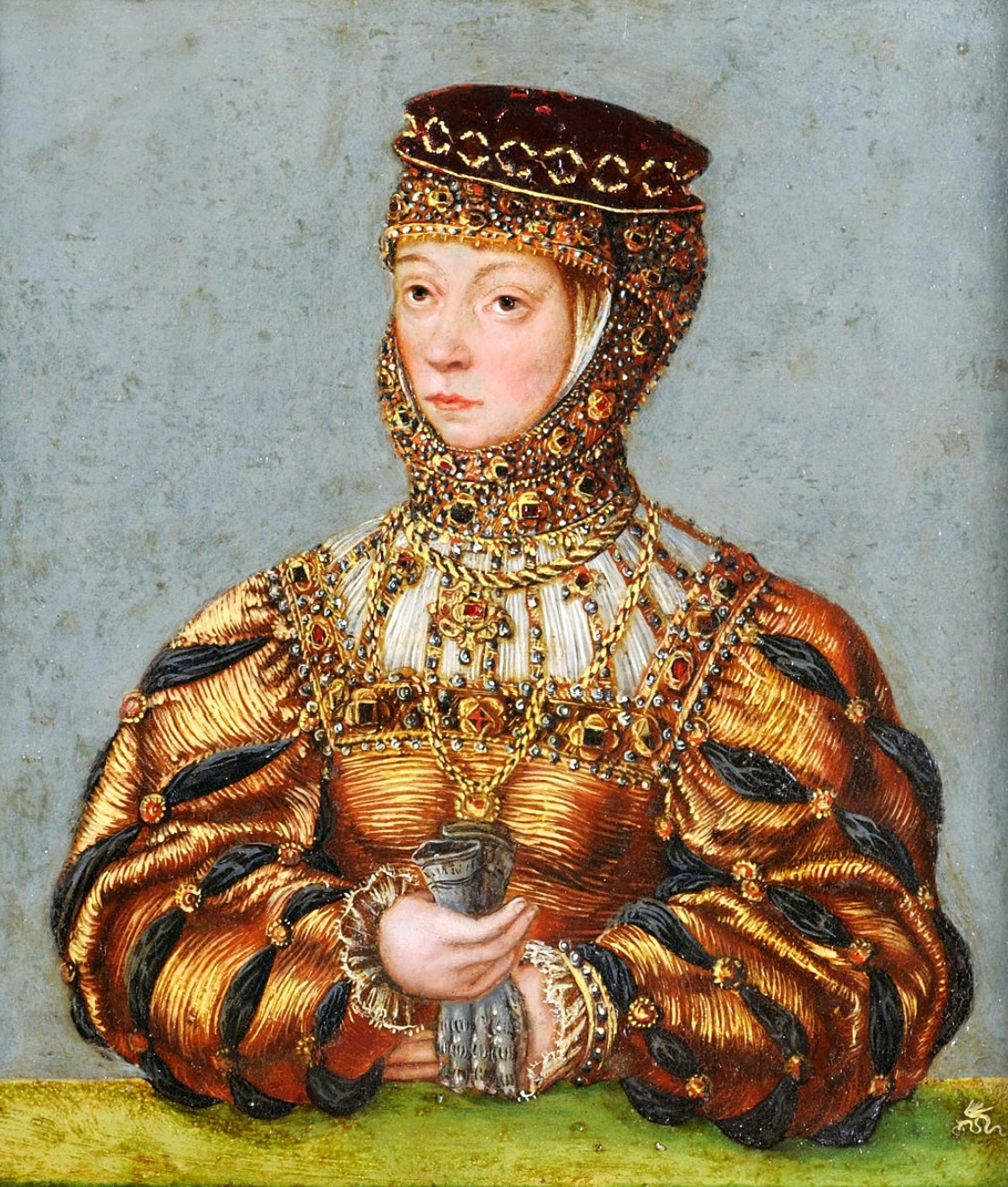
Barbara Radziwiłł litauisch: Barbora Radvilaitė (1520–1551), Königin von Polen

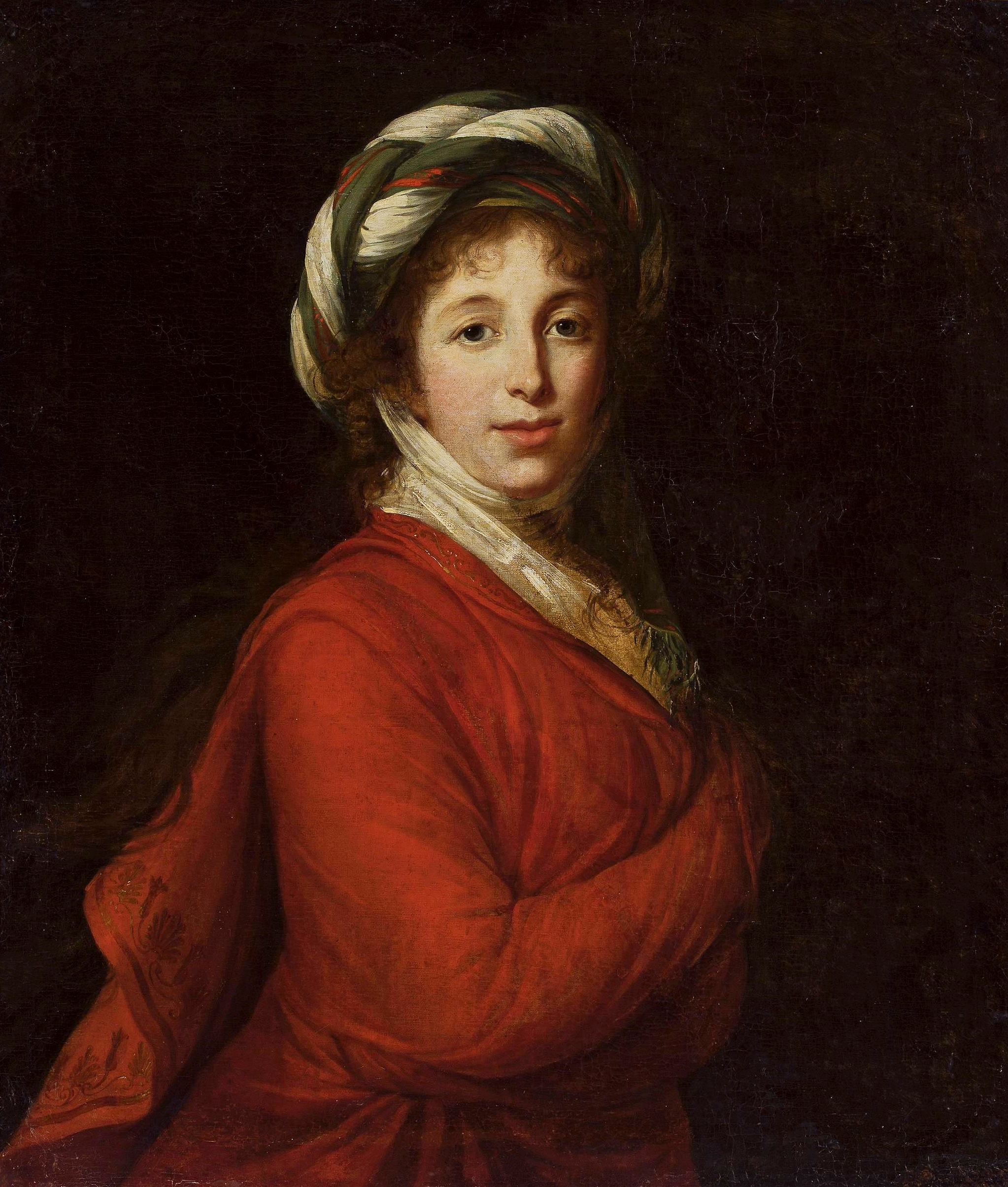
Helena Radziwiłłowa (1753–1821)

Der Familienname hat seinen Ursprung in Litauen. Der Sohn des Ostik (litauisch: Astikas) trug den heidnischen Vornamen Radvila und nach der christlichen Taufe 1386 Nikolaus Ostikowicz (litauisch: Mikalojus Astikaitis). Sein Sohn Nikolaus wählte den Vornamen des Vaters als Familiennamen und nannte sich fortan Nikolaus Radvila. Ein früher Beleg stammt aus dem Jahre 1432 als Родивилъ (Rodiwil). Erst seit 1477 ist die polnische Schreibweise Radziwiłł ebenfalls gebräuchlich, möglicherweise als volksetymologische Anlehnung an polnisch radzić, 'beraten'. Die Vorsilbe Radzi in vielen Familiennamen, wie z. B. in Radzikau, Radzimanowski, um nur einige noch heute lebende Familien zu nennen, lässt vermuten, dass der Rang „königlicher Rat“, der erst zur Zeit der Personalunion Litauen-Polen in Litauen eingeführt wurde, Bestandteil vieler Familiennamen wurde.

## Persönlichkeiten
- Nikolaus Ostykowicz, geboren als Radvila Ostikowicz (litauisch: Astikaitis) 1384 in Wilno (Vilnius) († 1477), war Mitglied im litauischen Großfürstlichen Rat und Großmarschall von Litauen
  - Nikolaus Radvila, Mikołaj Radziwiłł (Nicolaus Priscus Radziwiłł) († 1509), 1482 Wojewode von Smolensk, 1488 Kastellan von Troki, 1489 Wojewode von Nowogródek, 1491 Wojewode von Wilna, 1492 Großkanzler von Litauen
    - Mikołaj (Nikolaus) Amor Poloniae Radziwiłł, litauisch: Mikalojus Radvila (1470–1542), Großkanzler von Litauen
      - Jan (Johann) Radziwiłł, litauisch: Jonas Radvila († 1542), Generalgouverneur von Semgallen

    - Jan Mikołaj (1474–1522)
      - Mikołaj Radziwiłł Czarny, litauisch: Mikalojus Radvila Juodasis (1515–1565), genannt der Schwarze, 1550 Kanzler, 1551 Wojewode von Wilna
        - Mikołaj Krzysztof Radziwiłł, litauisch: Mykolas Kristupas Radvila (1549–1616), Woiwode von Wilna
        - Georg Radziwill, litauisch: Jurgis Radvila (1556–1600), Kardinal, Gouverneur von Livland, Erzbischof von Krakau
        - Olbracht (Albrecht) Radziwiłł Albertas Radvila (1552–1592), Marschall und Starost
          - Jan Olbracht (Johann Albrecht) (1591–1621)
            - Michał Karol (Michael Karl) Radziwiłł († 1656), Großmundschenk von Litauen
              - Stanisław Kazimierz (Stanislaus Casimir) Radziwiłł (1648–1690), Großmarschall von Litauen

        - Stanisław (Stanislaus) Pius Radziwiłł litauisch: Stanislovas Radvila (1559–1599), Generalgouverneur von Semgallen, 2. Herzog von Olyka

      - Jan (Johann) Radziwiłł, litauisch: Jonas Radvila (1516–1551), Großvorschneider von Litauen, Reichsfürstenstandsbestätigung: Augsburg 10. Dezember 1547

    - Albert Radziwiłł (1476–1519), 1502 Bischof von Luzk und 1507 von Wilna
    - Jerzy Radziwill, litauisch: Juegis Radvila (1480–1541), Großhetman von Litauen
      - Mikołaj Radziwiłł Rudy, litauisch: Mikalojus Radvila Rudasis (1512–1584), genannt der Rote, Großhetman von Litauen
        - Krzysztof Mikołaj Radziwiłł, litauisch: Kristupas Mykolas Radvila (1547–1603), Großhetman von Litauen
          - Janusz Radziwiłł, litauisch: Jonušas Radvila (1579–1620), Kastellan von Wilna
          - Christoph Radziwiłł, litauisch: Kristupas Radvila (1585–1640), Marschall des Sejm, Gouverneur von Wilna und litauischer Großhetman

      - Barbara Radziwiłł, litauisch: Barbora Radvilaitė(1520–1551), Ehefrau Sigismunds II., Königin von Polen

    - Janusz Radziwiłł (1612–1655), Großhetman von Litauen und Wojewode von Wilna

  - Bogusław Radziwiłł (1620–1669), litauischer Magnat, Statthalter Kurfürst Friedrich Wilhelms in Preußen
    - Ludwika Karolina Charlotte von Radziwiłł-Birze (1667–1695), Alleinerbin der calvinistisch-litauischen Linie des Adelshauses Radziwiłł

  - Michael Kasimir Radziwiłł (1635–1680), Feldhetman von Litauen und Staatsmann
    - Karol Stanisław Radziwiłł (1669–1719), Großkanzler von Litauen
      - Michał Kazimierz Radziwiłł (Rybeńko) (1702–1762), Großhetman des Großfürstentum Litauen und Woiwode von Wilna
        - Karol Stanisław Radziwiłł (1734–1790), Woiwode von Vilnius und Starost von Lemberg
        - Hieronim Wincenty Radziwiłł (1759–1786), polnisch-litauischer Adliger

  - Dominik I. Mikołaj Radziwiłł (1643–1697), Großkanzler von Litauen
    - Mikołaj Faustyn Radziwiłł (1688–1746), sächsisch-polnischer Generalmajor
- Michał Hieronim Radziwiłł (1744–1831), verheiratet mit Helena Radziwiłłowa, geb. Przeździecka (1753–1821), die den Landschaftsgarten Arkadia bei Nieborów anlegte
  - Antoni Henryk Radziwiłł (1775–1833), verheiratet mit Luise von Preußen (1770–1836), polnisch-litauischer und preußischer Politiker, Komponist
    - Wilhelm von Radziwill (1797–1870), preußischer General der Infanterie
      - Anton von Radziwill (1833–1904), Generaladjutant Kaiser Wilhelms I., ⚭ Marie von Radziwiłł, geborene de Castellane (1840–1915)

    - Elisa Radziwiłł (1803–1834), Jugendliebe von Kaiser Wilhelm I.
    - Boguslaw von Radziwill (1809–1873), preußischer Generalmajor, Mitglied des preußischen Herrenhauses
      - Edmund von Radziwill (1842–1895), Vikar, Reichstagsabgeordneter und Benediktinermönch
      - Ferdinand von Radziwill (1834–1926), Reichstagsabgeordneter, Vorsitzender der polnischen Fraktion und 1919 Alterspräsident des Sejm
        - Janusz Radziwiłł (1880–1967), polnischer Politiker
          - Stanisław Albrecht Radziwiłł (1914–1976), Ehemann der Lee Radziwill
            - Anthony Radziwill (1959–1999), Filmemacher und Emmy-Preisträger

  - Michał Gedeon Radziwiłł (1778–1850), General, nach dem Novemberaufstand 1831 Oberbefehlshaber der polnischen Truppen

Weitere Namensträger ohne Zuordnung
- Anna Radziwiłł (1476–1522), litauische Adelige und masowische Herzögin
- Mikołaj (Nikolaus) Radziwiłł († 1546), Bischof von Semgallen
- Konstanty Radziwiłł (* 1958), polnischer Gesundheitsminister und Mediziner

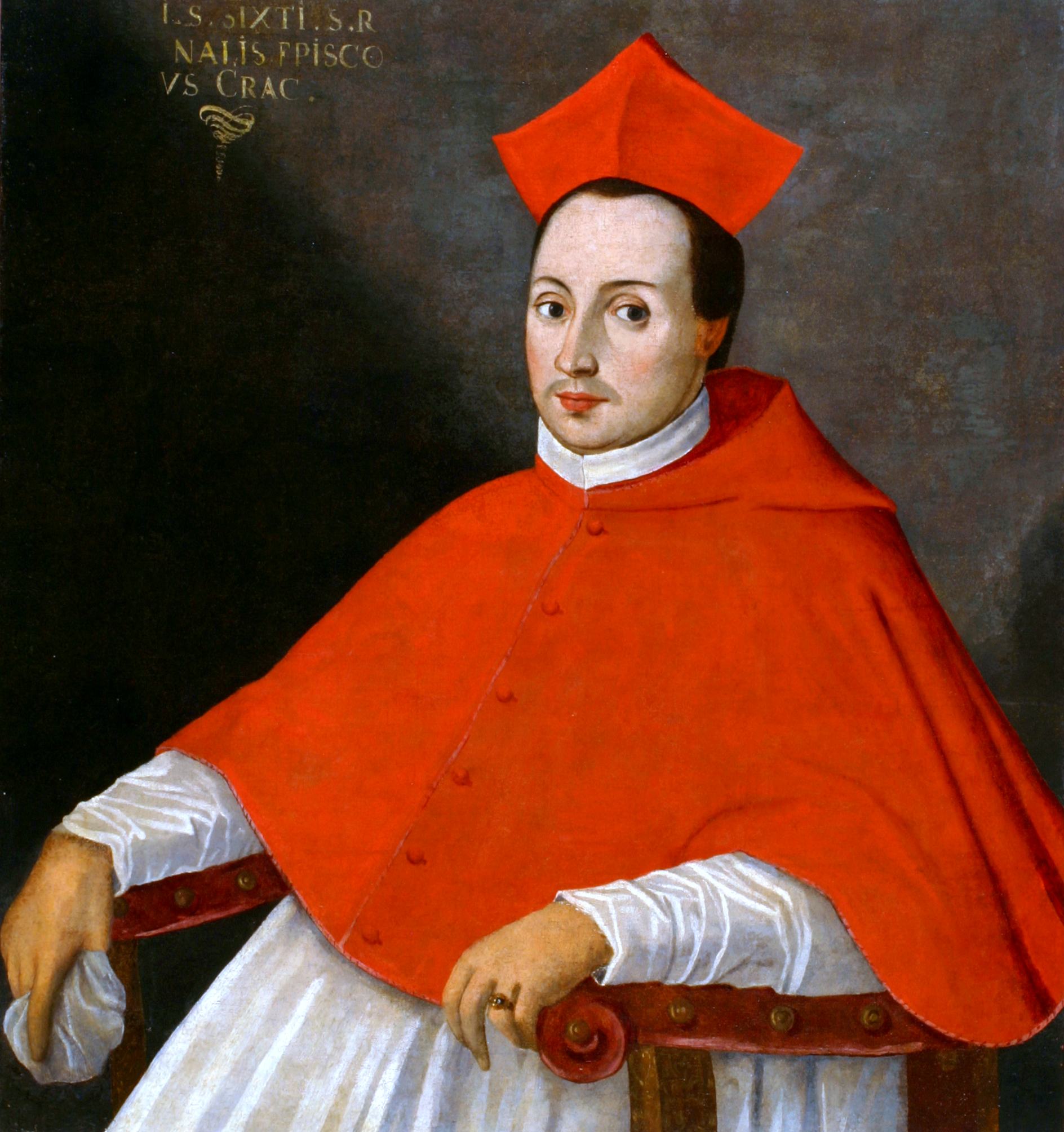
Kardinal Georg Radziwiłł (1556–1600), Gouverneur von Livland, Erzbischof von Krakau
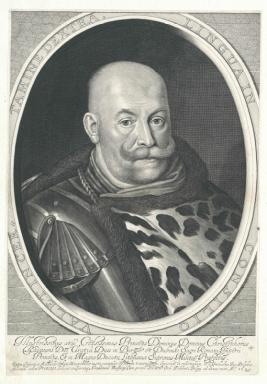
Christoph Radziwiłł (1585–1640), Marschall des Sejm, Gouverneur von Wilna und litauischer Großhetman
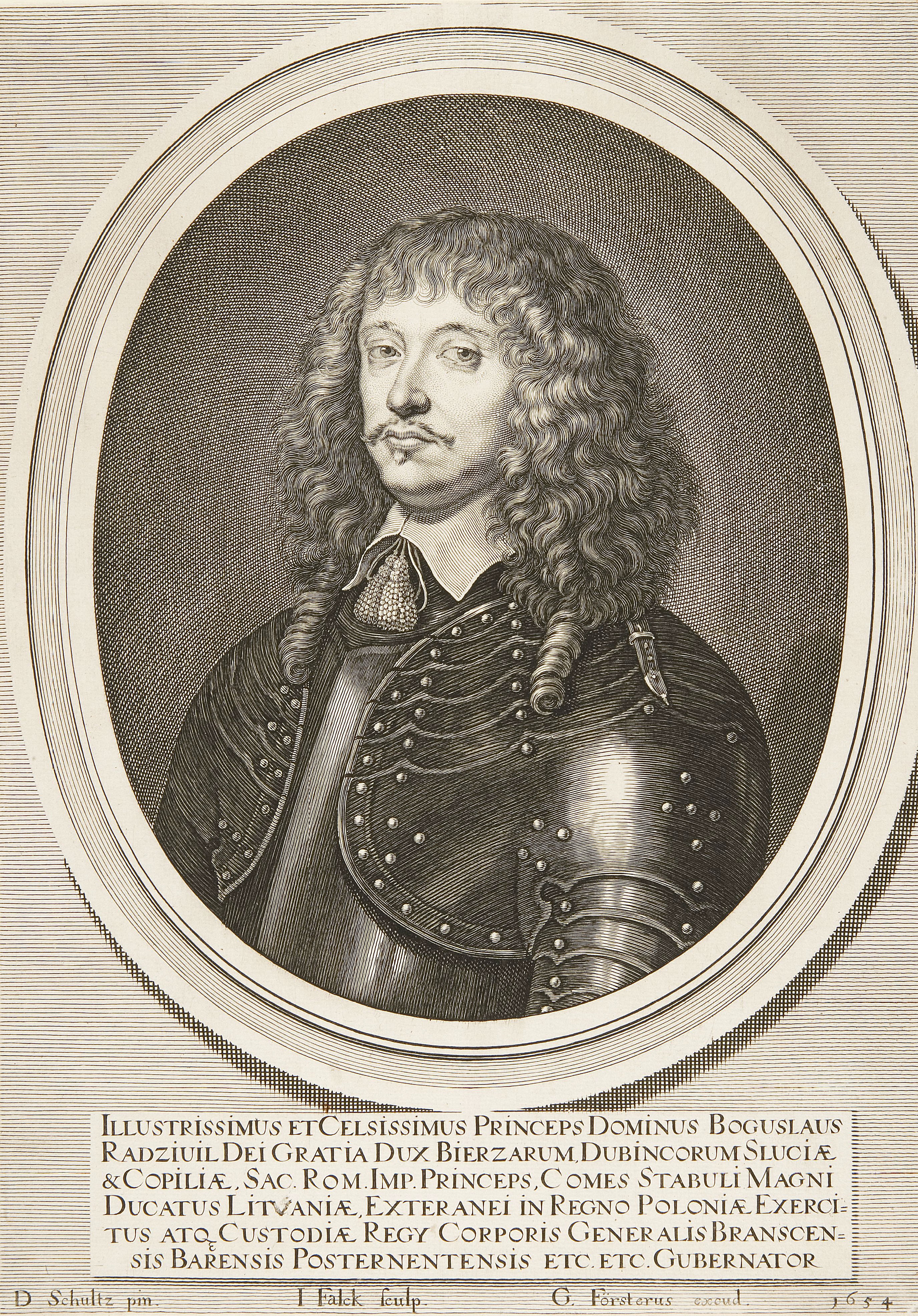
Bogusław Radziwiłł (1620–1669), kurfürstlicher Statthalter im Herzogtum Preußen
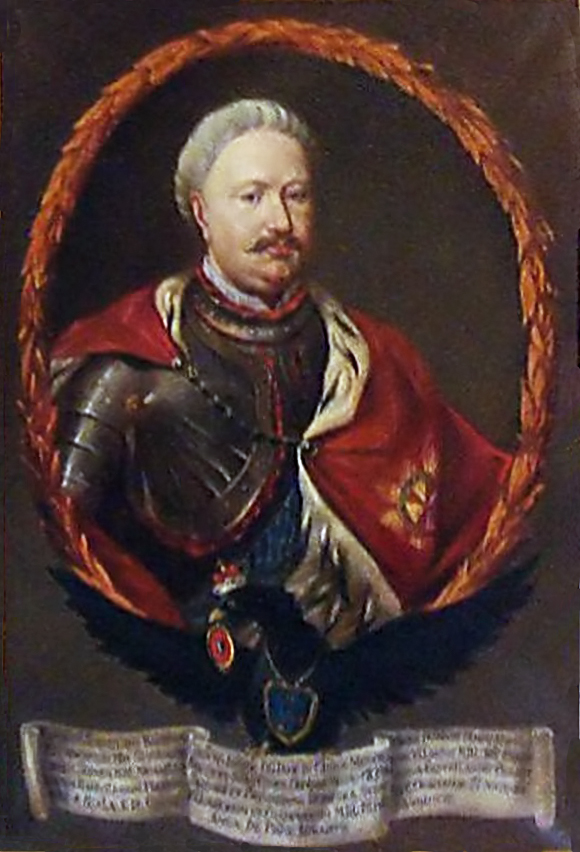
Karol Stanisław Radziwiłł (*1669–†1719), Großkanzler von Litauen 1698–1719

## Schlösser des Hauses Radziwiłł

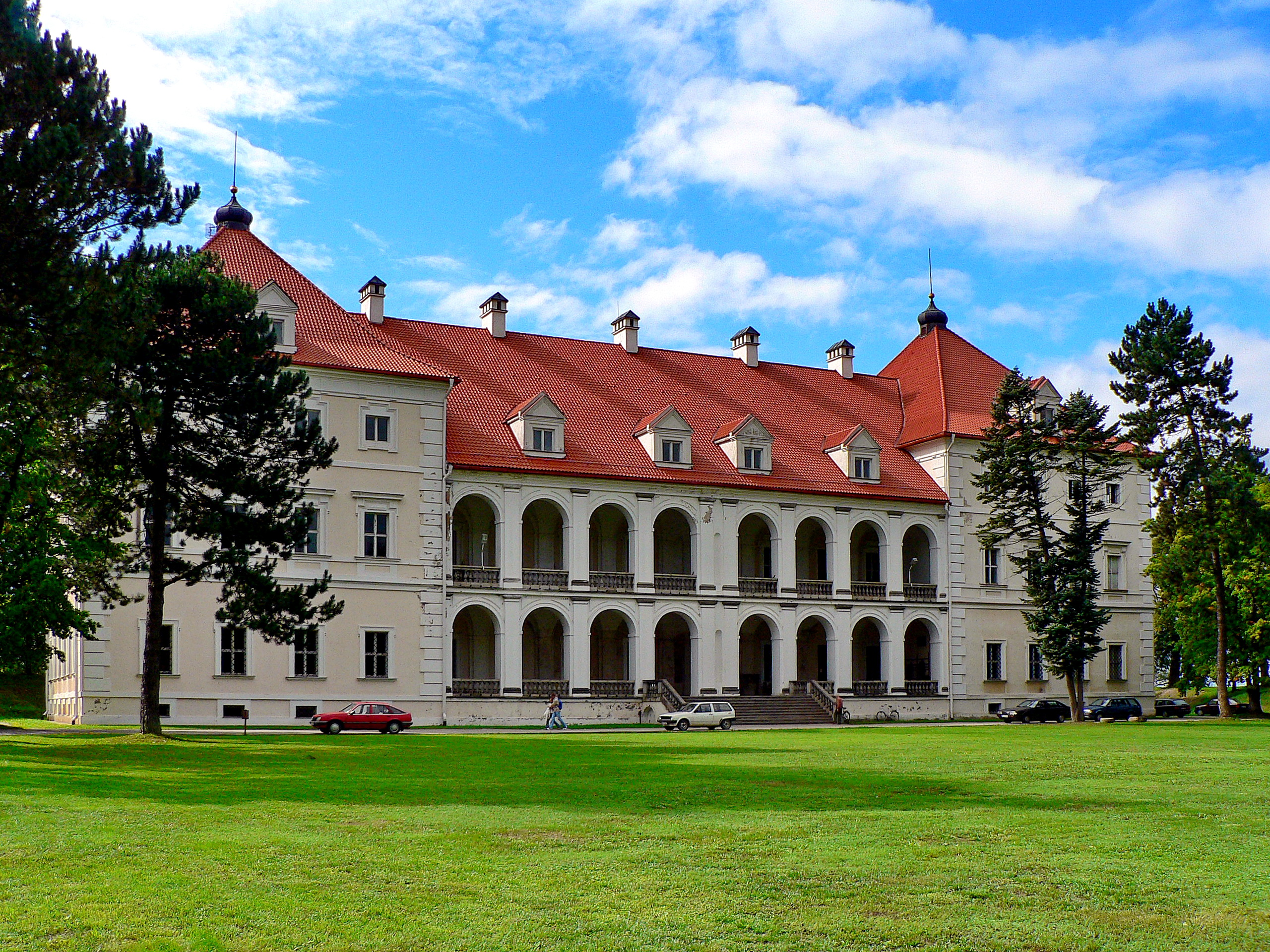
Biržai (Litauen)
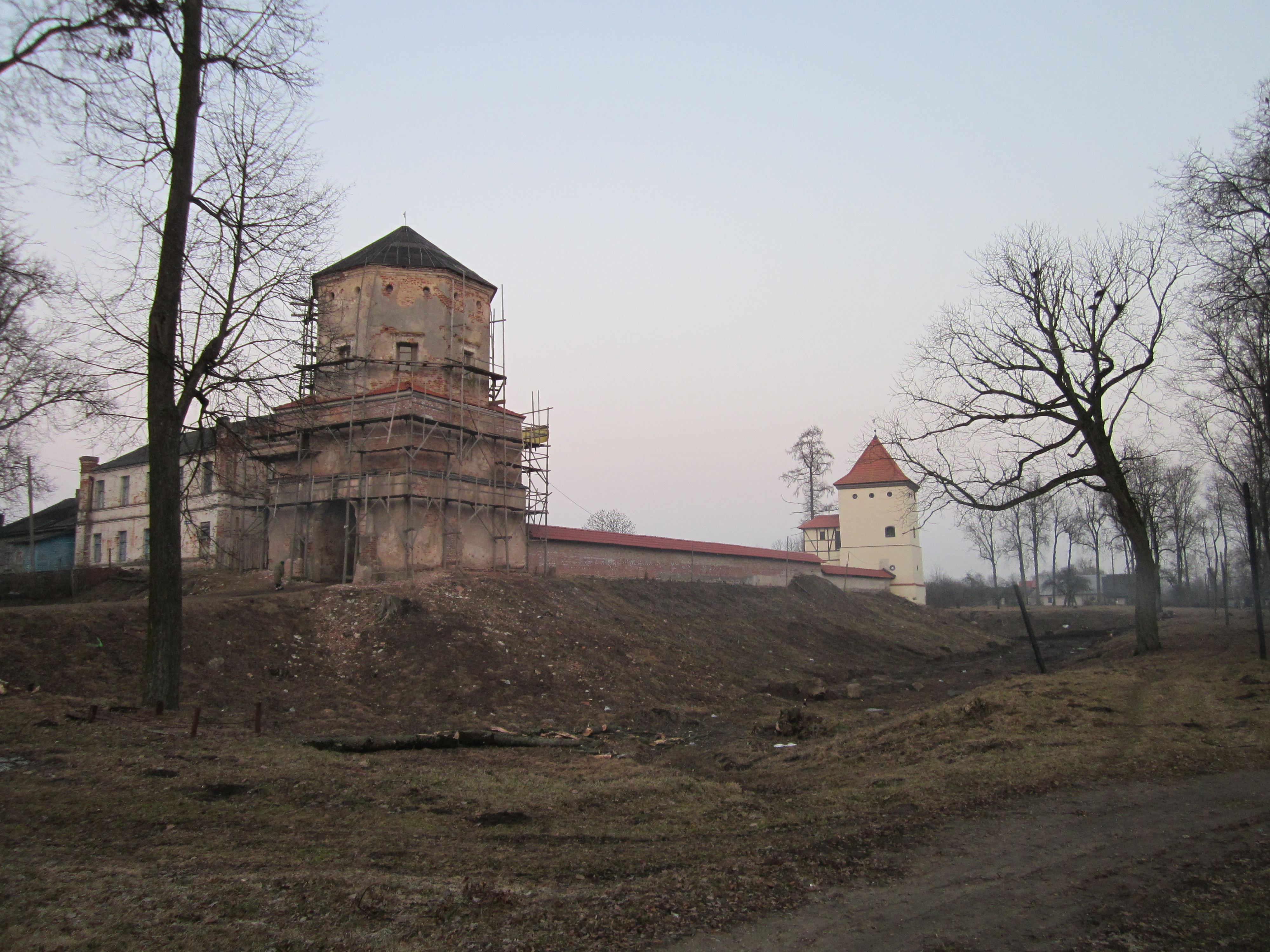
Lubtscha (Belarus)
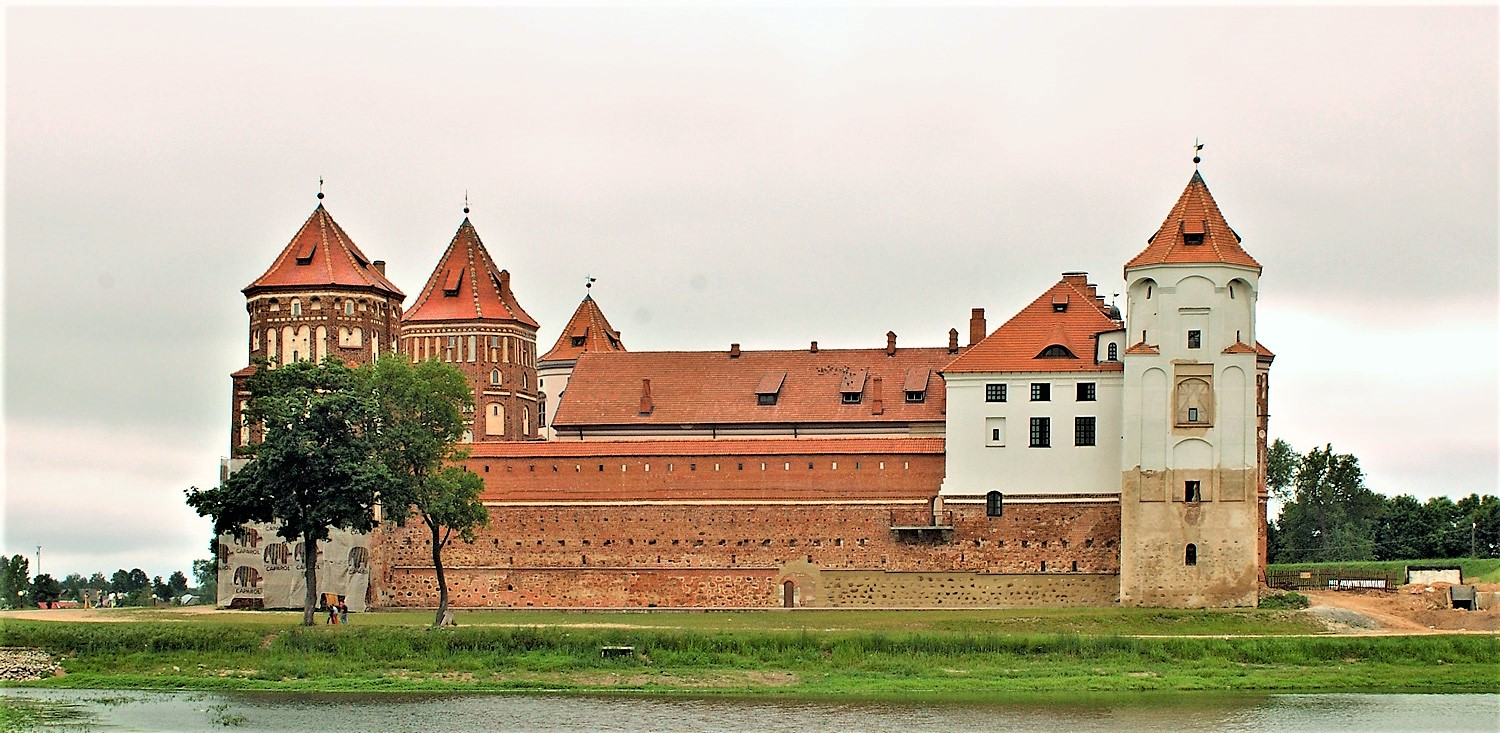
Mir (Belarus)
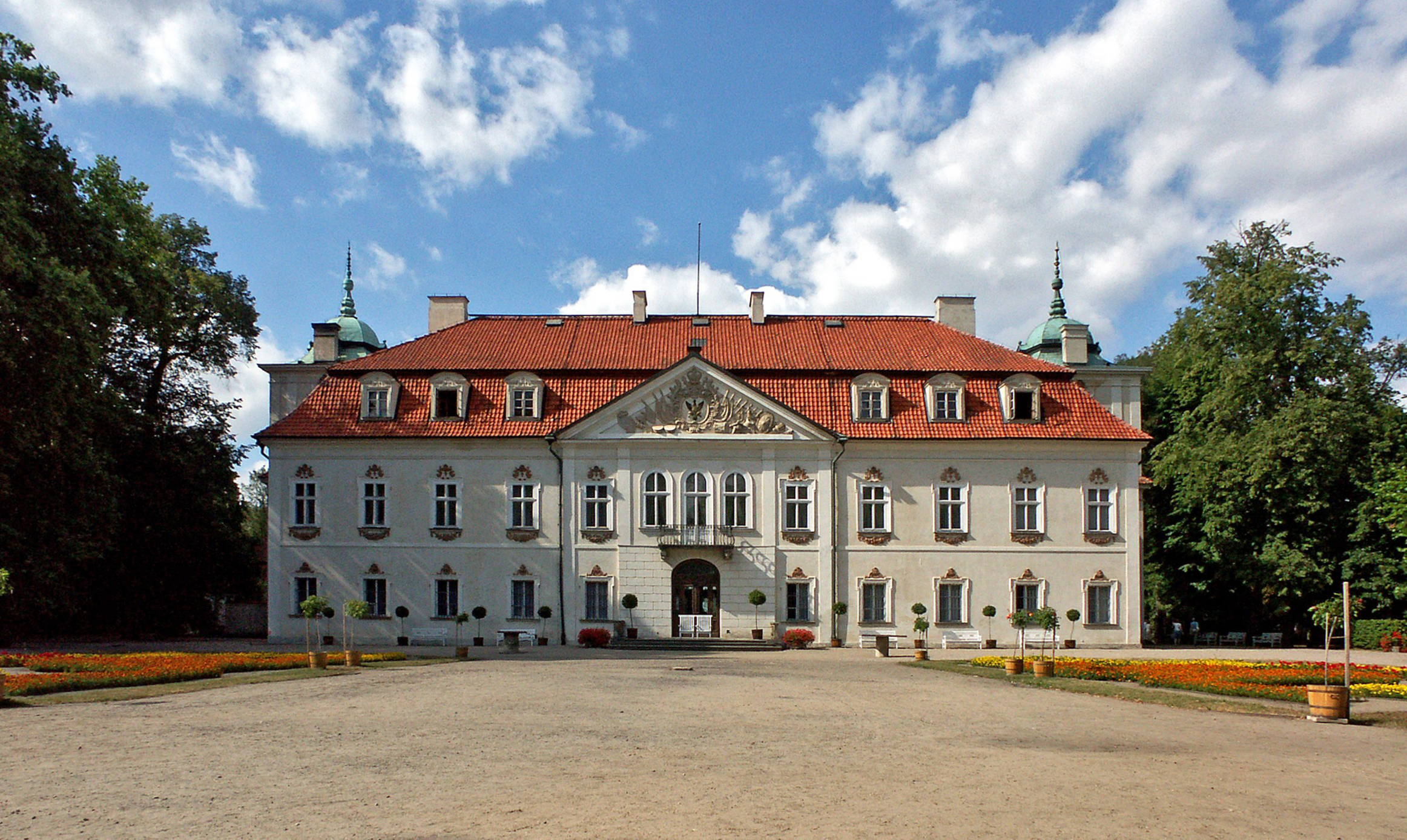
Nieborów (Polen)
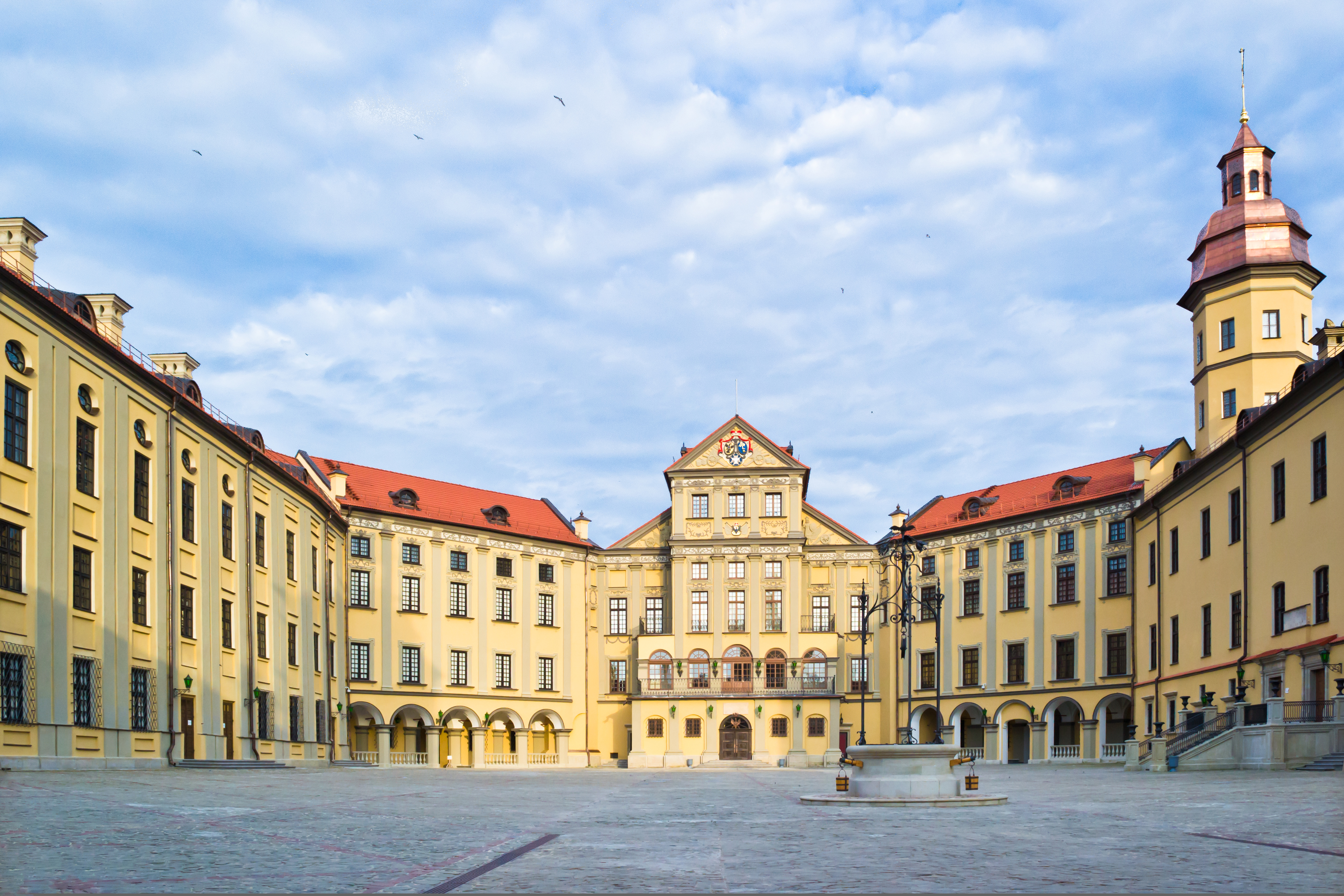
Njaswisch (Belarus)
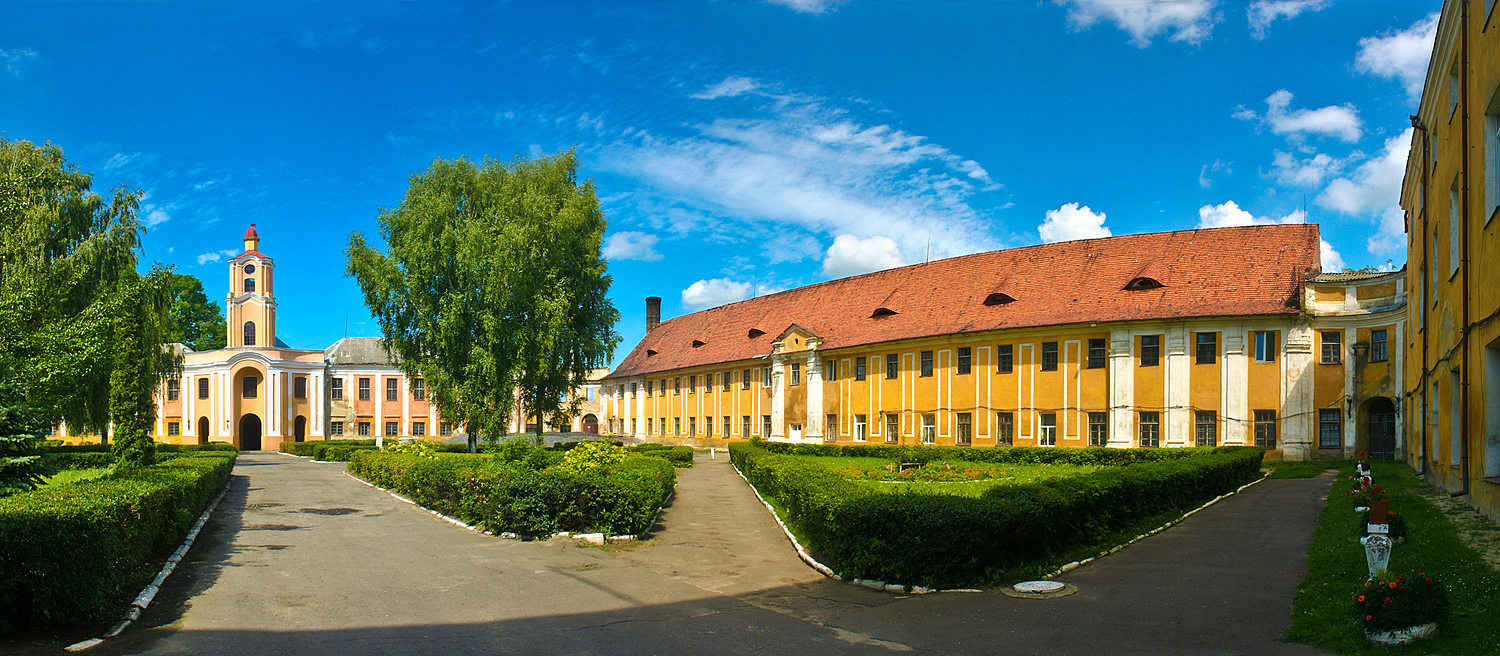
Olyka (Ukraine)
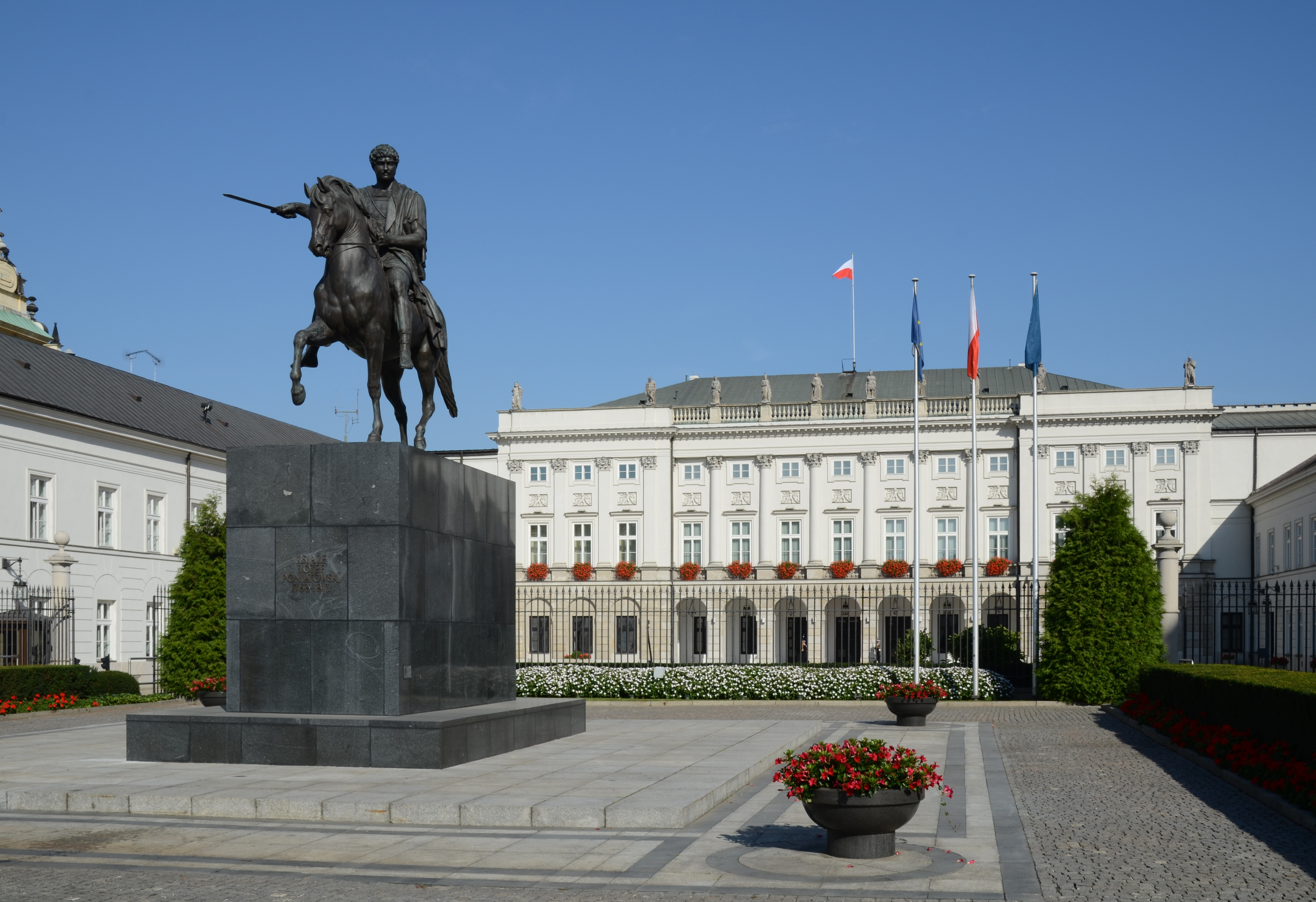
Präsidentenpalast (Warschau)
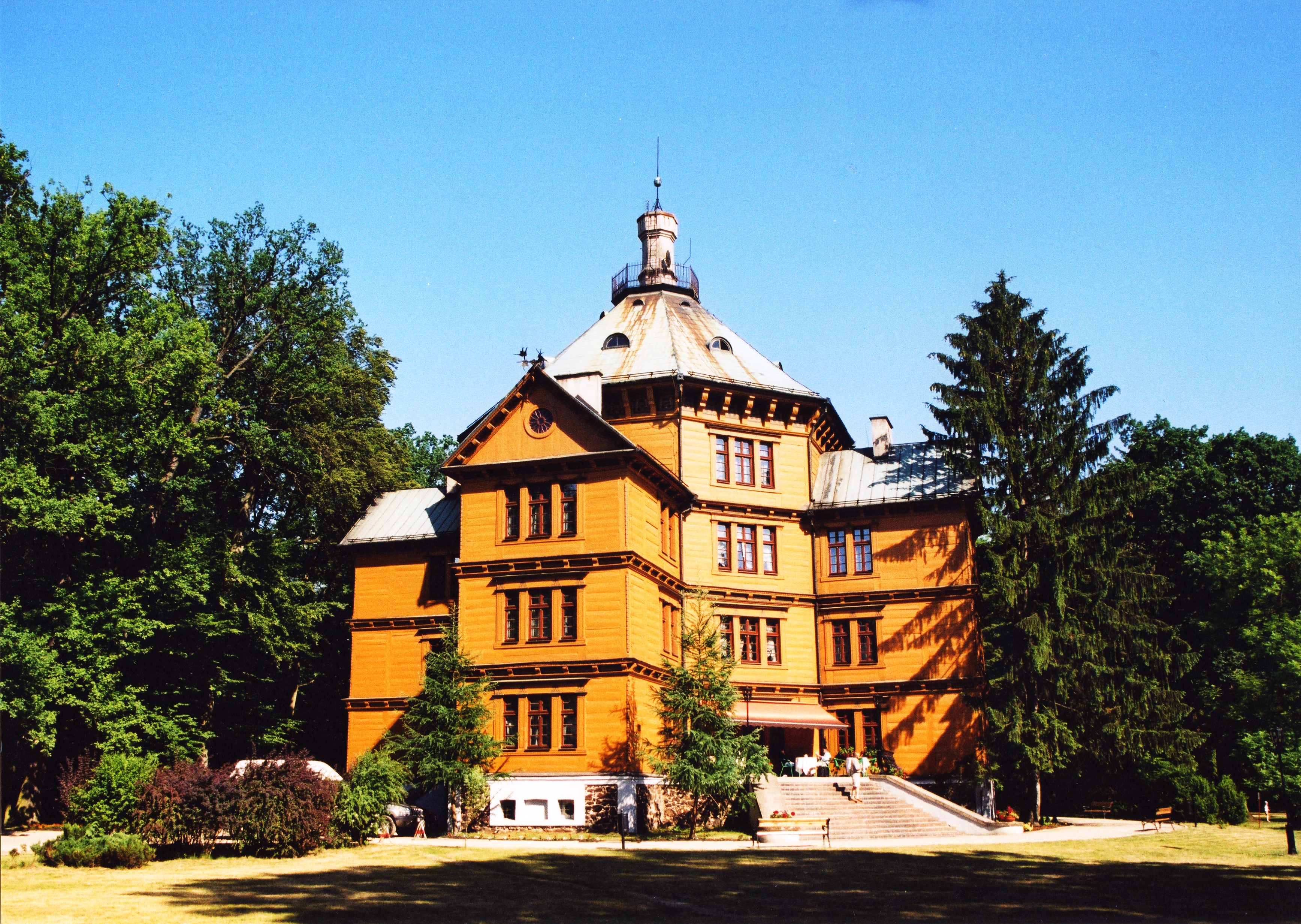
Jagdschloss Antonin